# Jasseines
Jasseines ist eine französische Gemeinde mit 160 Einwohnern (Stand: 1. Januar 2022) im Département Aube in der Region Grand Est (vor 2016: Champagne-Ardenne); sie gehört zum Arrondissement Bar-sur-Aube und zum Kanton Brienne-le-Château.

## Geographie
Jasseines liegt in der Trockenen Champagne, rund 30 Kilometer nordöstlich von Troyes. Umgeben wird Jasseines von den Nachbargemeinden 
Dampierre im Norden, Donnement im Nordosten und Osten, Aulnay im Südosten und Süden, Brillecourt im Südwesten, Dommartin-le-Coq im Westen sowie Vaucogne im Nordwesten.

## Bevölkerungsentwicklung
| Jahr                       | 1962 | 1968 | 1975 | 1982 | 1990 | 1999 | 2006 | 2019 |
| Einwohner                  | 216  | 186  | 165  | 158  | 166  | 148  | 151  | 177  |
| Quellen: Cassini und INSEE |      |      |      |      |      |      |      |      |

## Sehenswürdigkeiten
- Kirche Saint-Pierre-ès-Liens
- Reste der früheren Burg aus dem 13. Jahrhundert

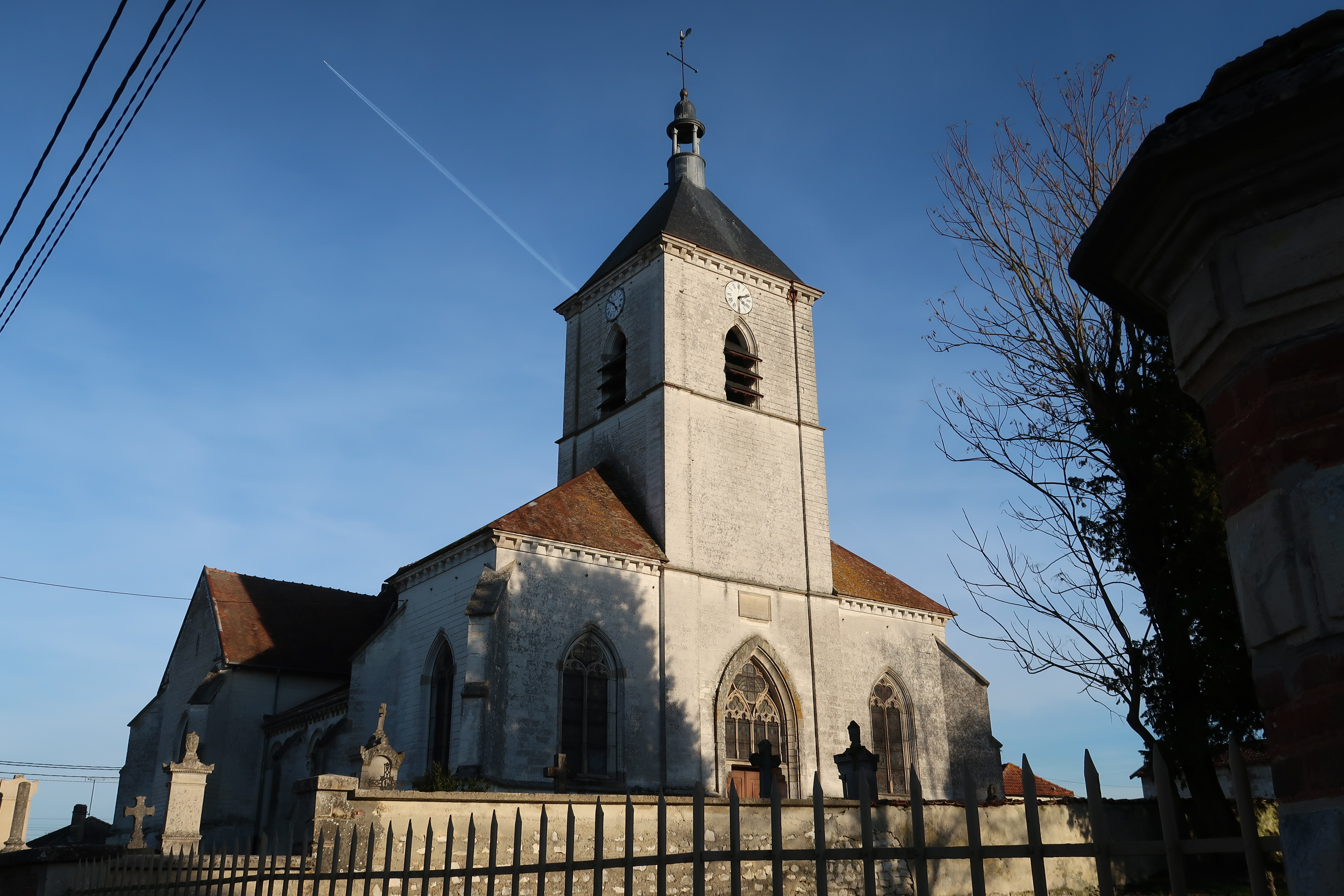
Kirche Saint-Pierre-ès-Liens

## Trivia
Aus einem Grab bei Jasseines stammen erstaunliche Funde aus der gallorömischen Zeit, darunter ein Teil eines Kopfes des stierähnlichen Gottes Tarvos.

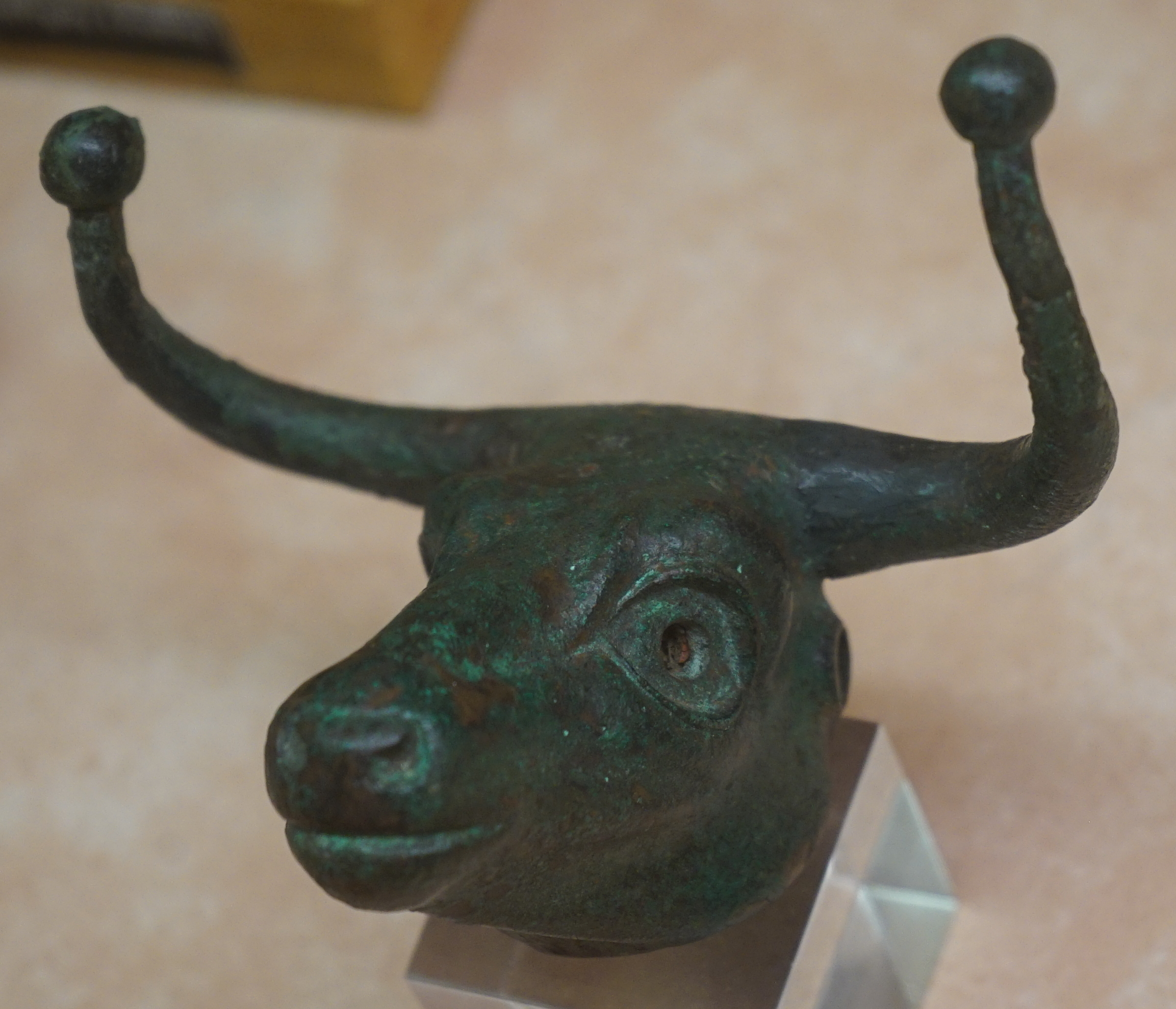
Fund eines Tarvos-Abbilds bei Jasseines (heute: Museum Saint-Loup)